# Kutschenuhr

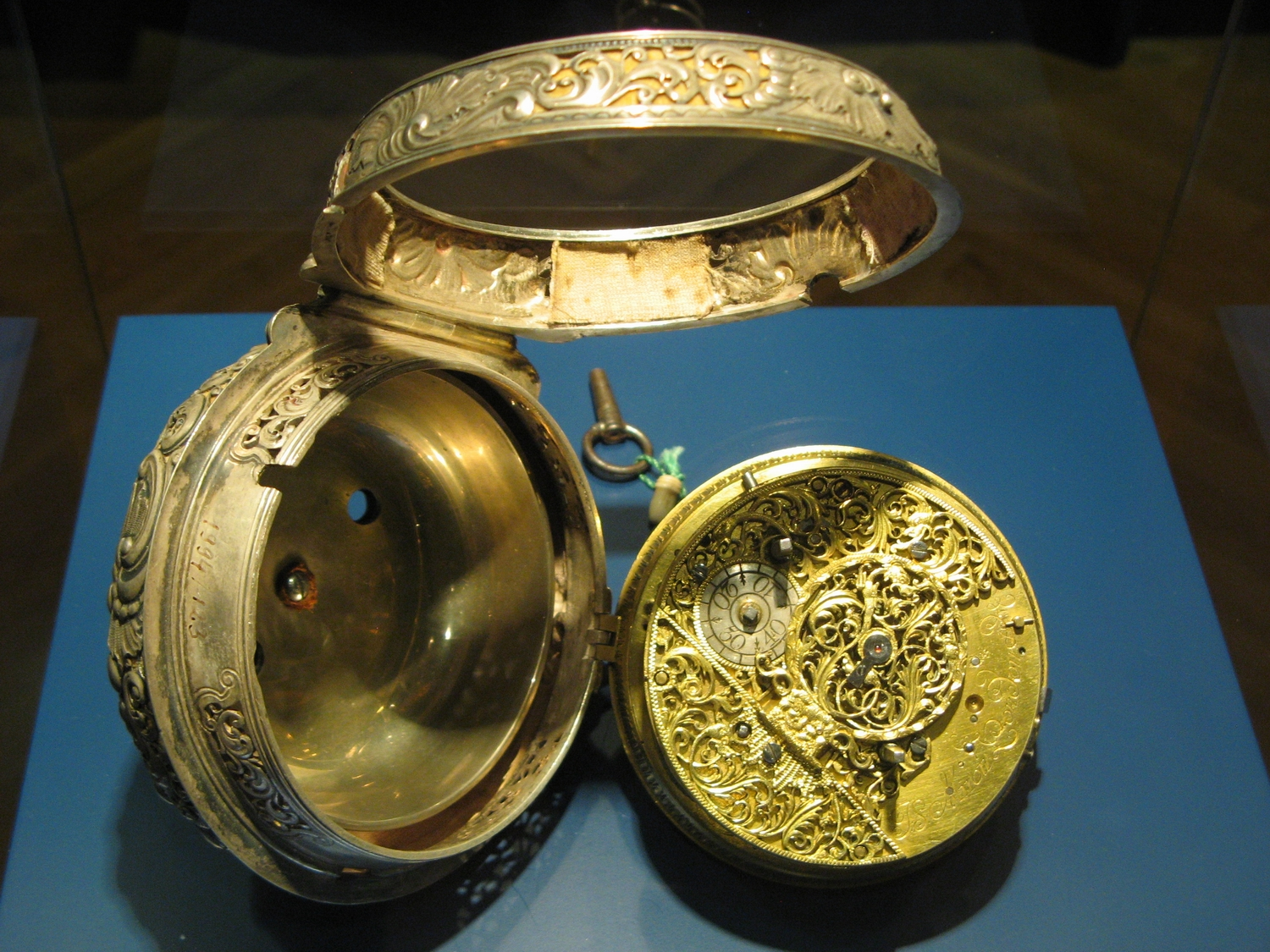
Kutschenuhr mit Übergehäuse (1750) Heimatmuseum Friedberg

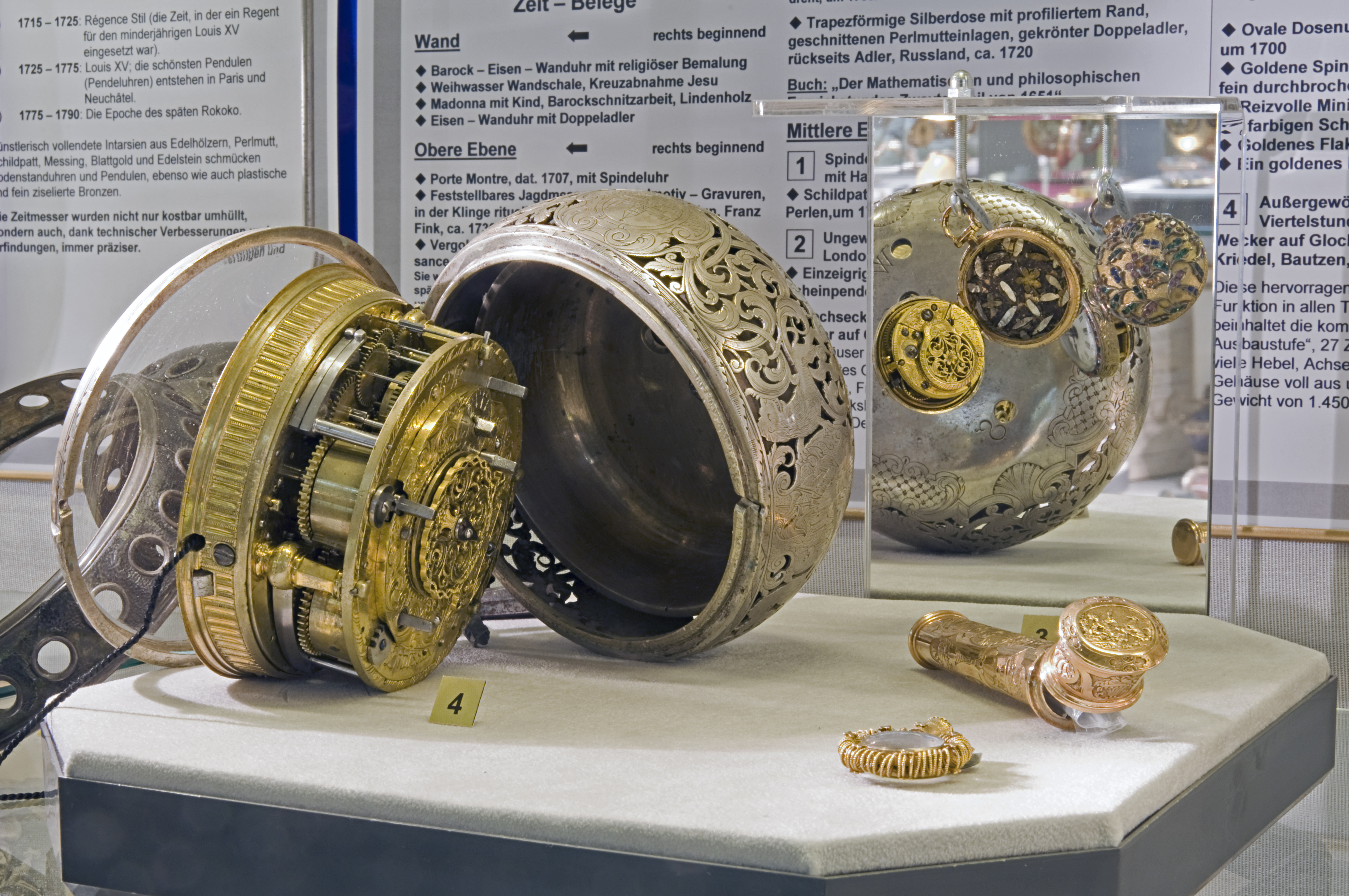
Barocke Kutschenuhr
Museum für Uhren, Schmuck und Kunst Frankfurt am Main

Die Kutschenuhr, auch als Karossenuhr, Satteluhr oder Alkovenuhr bezeichnet, ist eine federgetriebene Reiseuhr in der Form einer überdimensionierten Taschenuhr. Im 18. Jahrhundert wurde sie auch Felduhr genannt.

## Beschreibung
Uhren, die man zur Postkutschenzeit mit auf die Reise nahm, mussten robust sein und verschiedene, für den Reisenden wichtige Funktionen erfüllen. Darüber hinaus sollten sie die gehobene Stellung ihres Besitzers augenfällig dokumentieren. Aus diesen Gründen wurden Kutschenuhren groß und kostbar gearbeitet. Vom Prinzip her sind sie aber nur vergrößerte Taschenuhren mit einem Durchmesser von 9 bis 12 cm. 

### Gehäuse
Das silberne, häufig vergoldete Uhrgehäuse bekam ein kunstvoll in Silber getriebenes Übergehäuse mit meist allegorischen oder mythologischen Darstellungen. Ihrem Gebrauch entsprechend bedurften solche Uhren eines besonderen Schutzes vor Schlägen und Stößen. Darum steckten sie oft noch in einem gefütterten Schutzgehäuse aus Kupfer oder Messing, das mit feinem Leder oder mit Rochenhaut überzogen war. Damit der Schall des Schlagwerks nach außen drang, mussten Übergehäuse und Schutzgehäuse durchbrochen gearbeitet sein.
Ein oft vorhandener großer Ring diente zur Aufhängung an einem Ständer.

### Werk
Ältere Kutschenuhren sind Uhren mit Spindelhemmung und Antrieb über Feder und Schnecke. Die bronzene Glocke ist zwischen Werk und Gehäuse platziert und wird meist mit zwei Hämmerchen angeschlagen. 
Kutschenuhren besitzen in der Regel eine Datumsanzeige, ein abstellbares Schlagwerk, ein Weckerwerk sowie eine Schlagwiederholung. Letztere diente dazu, dem Reisenden auch im Dunkeln die Uhrzeit mitzuteilen, indem auf Zug an einem Schnürchen die letztvergangene Viertel- oder Achtelstunde angeschlagen wurde. Es gab sogar Uhren mit Fünfminutenrepetition. Aufwändigere Exemplare zeigten zusätzlich die Mondphasen an, die man an einem Fenster im Zifferblatt ablesen konnte.
Die frühen Zifferblätter bestehen aus Silber und sind geätzt und graviert, wobei die Zahlen in Niello-Technik schwarz ausgefüllt sind. Die späteren Zifferblätter sind emailliert.
Die Kutschenuhren waren eine Spezialität der Friedberger Uhrmacher.